# Basilique Sainte-Marie d'Alicante
Pour les articles homonymes, voir Basilique Sainte-Marie.

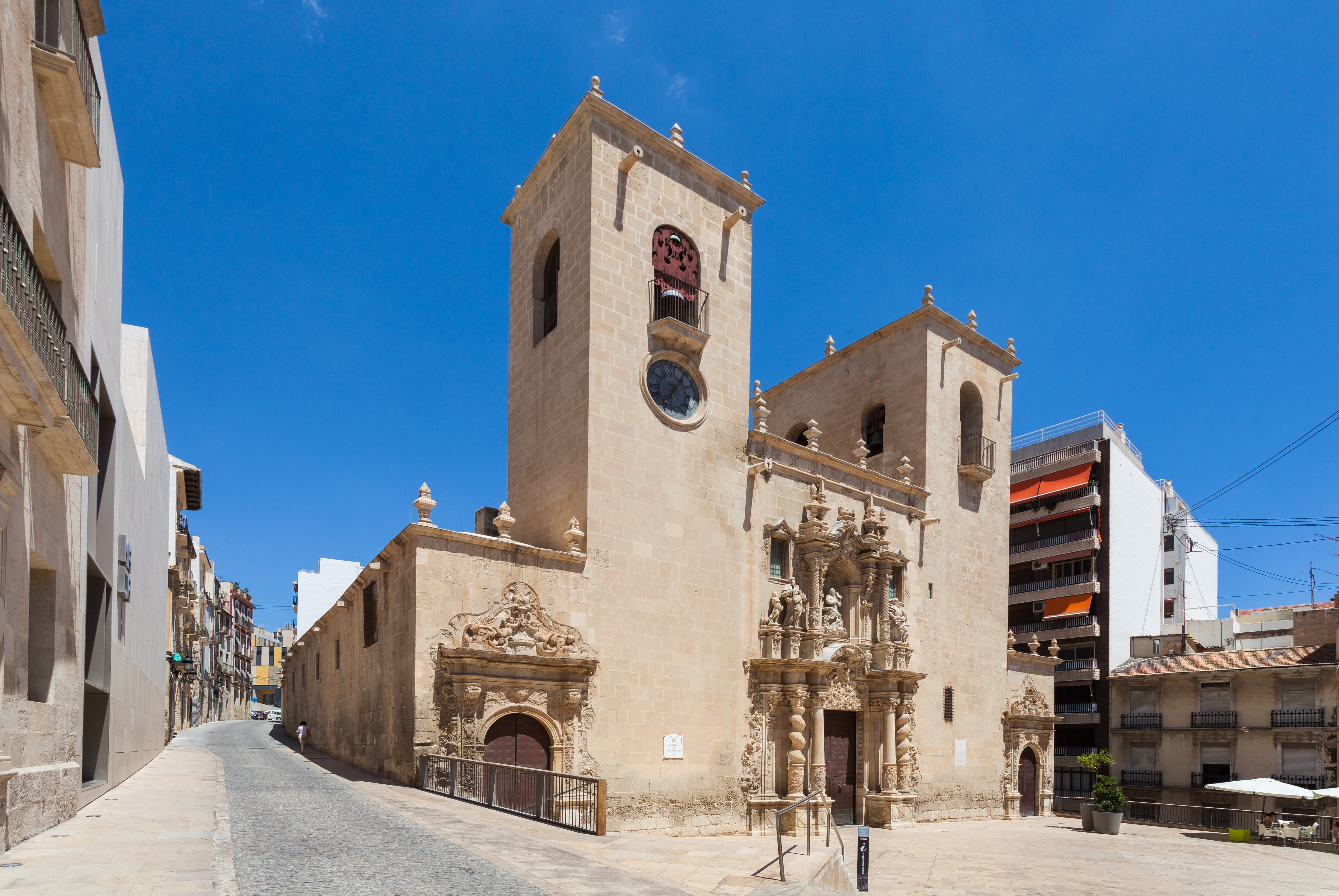
Basilique Sainte-Marie.

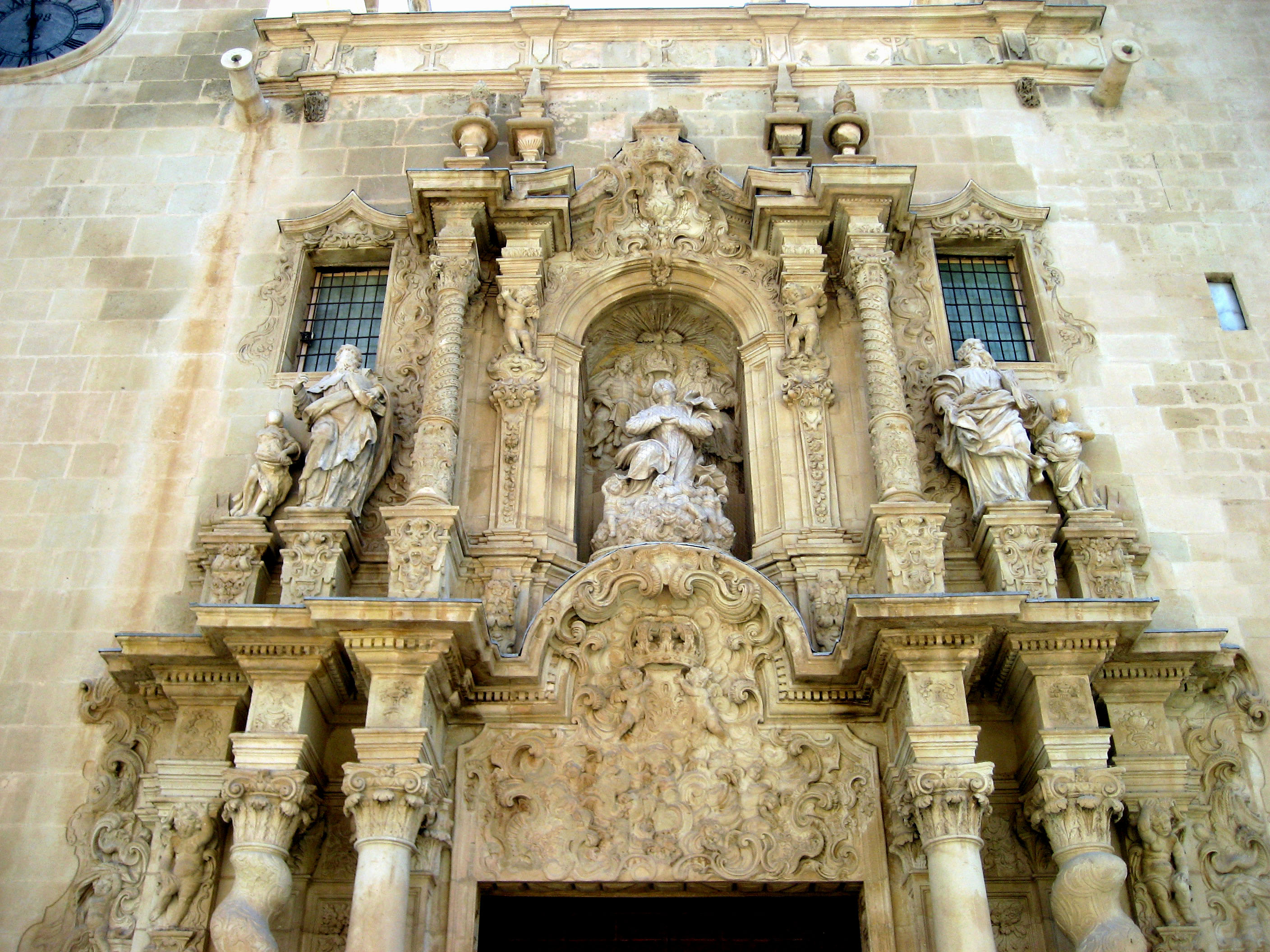
Façade de style baroque de la basilique.

La basilique Santa Maria est la plus ancienne église en activité d'Alicante, en Espagne. Elle a été construite dans le style gothique valencien entre les XIVe et XVIe siècles sur les vestiges d'une mosquée.
La basilique est composée d'une seule nef avec six chapelles latérales situées entre les contreforts. En 2007, à la demande de la ville d'Alicante auprès du Saint-Siège, l'église est promue au rang de basilique.